# اغتيال جيسي جيمس من قبل الجبان روبرت فورد
اغتيال جيسي جيمس مِن قِبل الجبان روبرت فورد فيلم أمريكي إنتاج 2007، مقتبس عن رواية رون هانسن التي تحمل نفس الاسم، الفيلم يحكى قصة حقيقة حدثت في أواخر القرن التاسع عشر عن حياة أحد أكثر المجرمين الأمريكيين شهرة جيسي جيمس واغتياله بواسطة أحد أعضاء عصابته روبرت فورد الذي يُعتبر من أكثر المعجبين بجيسي، ترشح الممثل كيسي أفليك عن دوره بالفيلم لجائزة أفضل ممثل ثانوي وأيضا ترشح أفليك لجائزة الغولدن غلوب عن فئة أفضل ممثل ثانوي ولكنه لم يفز.

## طاقم التمثيل
- براد بيت بدور جيسي جيمس
- كيسي أفليك بدور روبرت فورد
- سام روكويل بدور تشارلي فورد شقيق روبرت
- سام شيبارد بدور فرانك جيمس شقيق جيسي
- ماري لويز باركر بدور زي جيمس زوجة جيسي
- جيرمي رينير بدور وود هيت عضو عصابة جيسي
- بول شنايدر بدور دك ليدل عضو عصابة جيسي
- غاريت ديلاهونت بدور إدوارد تي ميلير عضو عصابة جيسي

## وصلات خارجية
- اغتيال جيسي جيمس من قبل الجبان روبرت فورد على موقع IMDb (الإنجليزية)
- اغتيال جيسي جيمس من قبل الجبان روبرت فورد على موقع ميتاكريتيك (الإنجليزية)
- اغتيال جيسي جيمس من قبل الجبان روبرت فورد على موقع روتن توميتوز (الإنجليزية)
- اغتيال جيسي جيمس من قبل الجبان روبرت فورد على موقع نتفليكس (الإنجليزية)
- اغتيال جيسي جيمس من قبل الجبان روبرت فورد على موقع قاعدة بيانات الأفلام العربية
- اغتيال جيسي جيمس من قبل الجبان روبرت فورد على موقع ألو سيني (الفرنسية)
- اغتيال جيسي جيمس من قبل الجبان روبرت فورد على موقع Turner Classic Movies (الإنجليزية)
- اغتيال جيسي جيمس من قبل الجبان روبرت فورد على موقع أول موفي (الإنجليزية)
- اغتيال جيسي جيمس من قبل الجبان روبرت فورد على موقع بوكس أوفيس موجو (الإنجليزية)
- اغتيال جيسي جيمس من قبل الجبان روبرت فورد على موقع فيلمافينيتي (الإسبانية)

1. ↑  Josh Rosenblatt (21 سبتمبر 2007). "The Assassination of Jesse James by the Coward Robert Ford". The Austin Chronicle. مؤرشف من الأصل في 2010-06-12. اطلع عليه بتاريخ 2007-09-27.
2. ↑  Mark Kermode (30 مارس 2008). "Kermode review". London: Guardian. مؤرشف من الأصل في 2016-03-05. اطلع عليه بتاريخ 2011-02-19.
3. ↑  "Q&A with Roger Deakins", AC Magazine, October 2007 نسخة محفوظة 14 مايو 2017 على موقع واي باك مشين.